# Força de maré

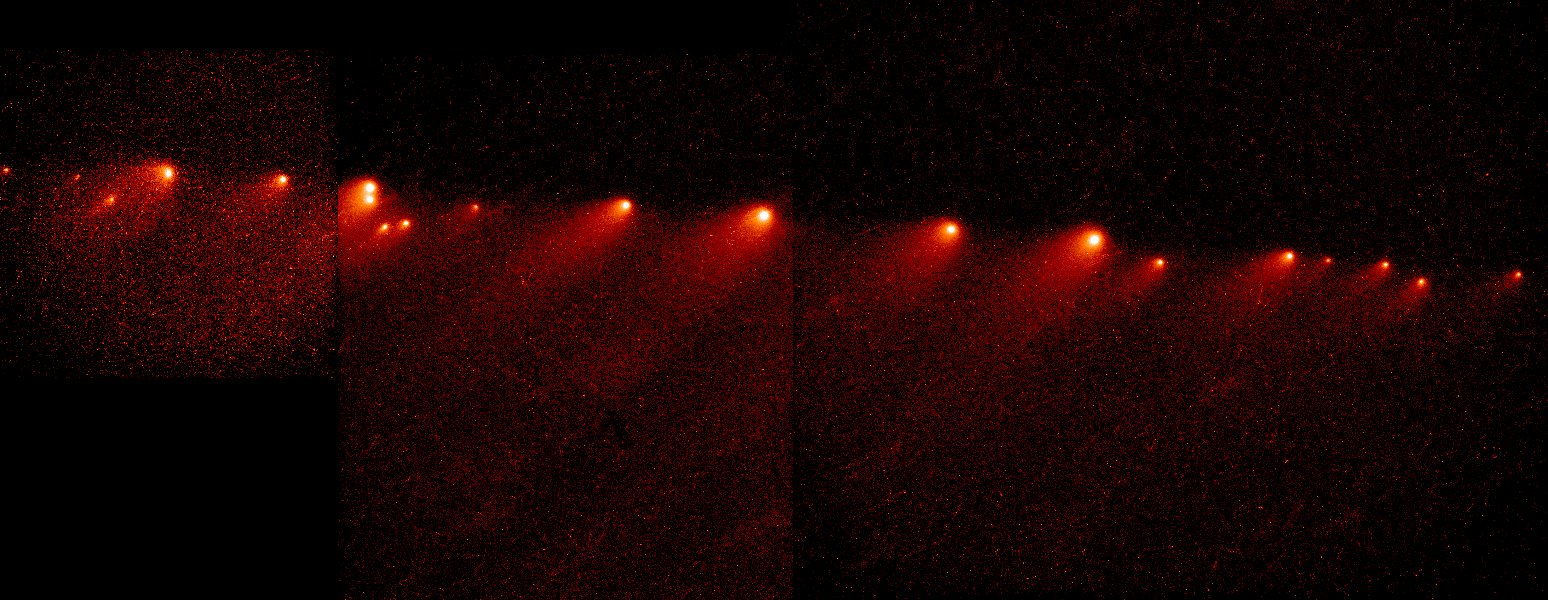
Cometa Shoemaker-Levy 9 em 1994, partido em vários pedaços devido à influência as forças de maré durante uma passagem próxima de Júpiter em 1992, devido à partes do cometa terem experienciado maior força gravitacional que outras, partindo-na.

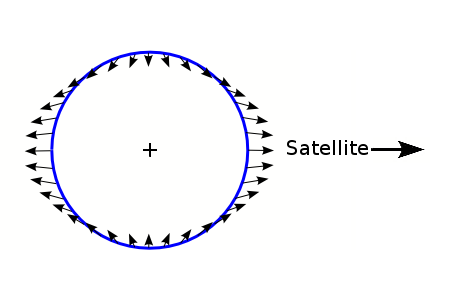
Campo de maré.

A força de maré é um efeito secundário da força da gravidade, e é responsável pelas marés. Ela surge porque a aceleração gravitacional experimentada por uma grande massa não é constante em todo o seu diâmetro. Um dos lados do corpo tem uma maior aceleração do que o seu centro de massa, e do outro lado do corpo tem menor aceleração.
Um exemplo é o Cometa Shoemaker-Levy 9, que desintegrou-se sob a influência das forças de maré de Júpiter. O cometa foi caindo, e as partes do cometa perto de Júpiter caíram com uma maior aceleração devido à maior força gravitacional. Do ponto de vista de um observador no cometa, pareceria  que as partes da frente se separaram para frente, enquanto as partes de trás caminharam em direção contrária. Na verdade, porém, todas as partes do cometa foram aceleradas em direção a Júpiter, mas a diferentes taxas.
Em mecânica celestial, a expressão "força de maré" pode referir-se à situação onde um corpo ou material (por exemplo, água nos oceanos ou a Lua) está sob influência gravitacional de um segundo corpo (a Terra), mas também é afetada pelos efeitos gravitacionais de um terceiro corpo (a Lua no caso da água, ou do Sol no caso da Lua). O distúrbio causado pelo terceiro corpo é chamado por vezes de "forças de maré".

## Efeitos das forças de maré

### Oceanografia
No caso de uma esfera elástica (fluida), o efeito de uma força de maré é distorcer a forma do corpo, sem qualquer alteração em termos de volume. A esfera torna-se um elipsóide com dois bulbos, apontando na direção, e em direção oposta ao outro corpo. Isso é essencialmente o que acontece com os oceanos da Terra. Os oceanos da Terra são submetidos às forças de maré geradas por dois corpos principais: o Sol e a Lua. A preamar e baixa-mar são mais intensas na Lua nova e Lua cheia, nos quartos crescentes e minguantes as marés oceânicas são menos intensas.
As forças de maré contribuem para as correntes oceânicas, as quais equilibram a temperatura global transportando energia térmica para os pólos. Tem-se comentado que, além das variações da energia solar associadas com forças orbitais, variações nas modulações harmônicas de forças de maré podem contribuir também para mudanças climáticas.
Forças de maré também são responsáveis pelo acoplamento de maré e pela aceleração de marés.

### Astrofísica
Quando um corpo gira sujeito a forças de maré, o atrito interno gerado pode ocasionar um decréscimo na velocidade de rotação . As forças de maré também podem influir no período de translação de um satélite em torno do corpo principal. A Lua afasta-se da Terra numa razão aproximada de 3 cm por ano através do balanço de energia gerada pelas forças de maré; da mesma forma a velocidade de rotação da Terra diminui pelas forças de maré geradas pelo Sol e pela Lua numa razão de 0,002 s por século. Se um corpo está perto o suficiente de seu parceiro, isso pode resultar em uma rotação que é ajustada para o movimento orbital, como no caso da Terra e da Lua. Os efeitos das forças de maré são intensos sobre satélites próximos, pois além da lua terrestre, os dois satélites de Marte, Fobos e Deimos além de cinco luas de Júpiter, nove luas de Urano, a lua Tritão de Netuno, e a lua Caronte de Plutão têm rotação sincronizada com o período de translação ao redor do astro.
As forças de maré podem ocasionar efeitos dramáticos, tal como verifica-se nos eventos vulcânicos em Io, lua de Júpiter. Nesse caso, Io possui rotação sincronizada com Júpiter, mas os efeitos de maré geradas pela interação de Io, Júpiter, e as luas próximas Europa e Ganímedes permitem a geração de um intenso vulcanismo, que é atribuído à energia gerada através das forças de maré desse sistema de quatro corpos.
Os efeitos de marés tornam-se particularmente proeminentes perto de pequenos corpos bem massivos, como buracos negros ou estrelas de nêutrons, onde são responsáveis pela espaguetificação da matéria em queda.